# 湖北木姜子
湖北木姜子（学名：Litsea hupehana）为樟科木姜子属下的一个种。